# Campionato svizzero di football americano 2004
Il Campionato svizzero di football americano 2004 è stata la 19ª edizione dell'omonimo torneo, organizzato dalla SAFV.

## Squadre partecipanti
| Club                    | Città      | Stadio | Sponsor ufficiale | Risultato nella stagione 2003      |
| ----------------------- | ---------- | ------ | ----------------- | ---------------------------------- |
| Bern Grizzlies          | Berna      |        |                   | Semifinalisti                      |
| Bienna Jets             | Bienne     |        |                   | Quinto posto in stagione regolare  |
| Geneva Seahawks         | Ginevra    |        |                   | Ritirati                           |
| Gladiators Beider Basel | Basilea    |        |                   | Finalisti                          |
| Landquart Broncos       | Landquart  |        |                   | Vincitori XVIII Swiss Bowl         |
| Lausanne Sharks         | Losanna    |        |                   | Nono posto in stagione regolare    |
| Sankt Gallen Vipers     | San Gallo  |        |                   | Sesto posto in stagione regolare   |
| Thun Tigers             | Thun       |        |                   | Settimo posto in stagione regolare |
| Winterthur Warriors     | Winterthur |        |                   | Ottavo posto in stagione regolare  |
| Zürich Renegades        | Zurigo     |        |                   | Semifinalisti                      |

## Stagione regolare

### Calendario

#### 1ª giornata
| 25 aprile 2004 | Bern Grizzlies | 19 – 24 | Winterthur Warriors |  |

| 25 aprile 2004 | Geneva Seahawks | 0 – 42 | Landquart Broncos |  |

| 25 aprile 2004 | Sankt Gallen Vipers | 44 – 38 | Bienna Jets |  |

| 25 aprile 2004 | Thun Tigers | 22 – 30 | Gladiators Beider Basel |  |

| 25 aprile 2004 | Zürich Renegades | 50 – 0 (Forfait) | Lausanne Sharks |  |

#### 2ª giornata
| 1º maggio 2004 | Winterthur Warriors | 0 – 37 | Zürich Renegades |  |

| 2 maggio 2004 | Thun Tigers | 43 – 0 | Geneva Seahawks |  |

| 2 maggio 2004 | Lausanne Sharks | 0 – 50 (Forfait) | Sankt Gallen Vipers |  |

| 2 maggio 2004 | Landquart Broncos | 14 – 0 | Bern Grizzlies |  |

| 2 maggio 2004 | Gladiators Beider Basel | 62 – 20 | Bienna Jets |  |

#### 3ª giornata
| 8 maggio 2004 | Winterthur Warriors | 34 – 21 | Landquart Broncos |  |

#### 4ª giornata
| 15 maggio 2004 | Bienna Jets | 16 – 35 | Winterthur Warriors |  |

| 16 maggio 2004 | Thun Tigers | 0 – 31 | Landquart Broncos |  |

| 16 maggio 2004 | Bern Grizzlies | 50 – 0 (Forfait) | Lausanne Sharks |  |

| 16 maggio 2004 | Gladiators Beider Basel | 34 – 28 | Sankt Gallen Vipers |  |

#### 5ª giornata
| 23 maggio 2004 | Sankt Gallen Vipers | 43 – 7 | Geneva Seahawks |  |

| 23 maggio 2004 | Lausanne Sharks | 0 – 50 (Forfait) | Thun Tigers |  |

| 23 maggio 2004 | Gladiators Beider Basel | 0 – 37 | Bern Grizzlies |  |

#### 6ª giornata
| 6 giugno 2004 | Thun Tigers | 24 – 25 | Sankt Gallen Vipers |  |

| 6 giugno 2004 | Lausanne Sharks | 0 – 50 (Forfait) | Gladiators Beider Basel |  |

| 6 giugno 2004 | Geneva Seahawks | 0 – 43 | Winterthur Warriors |  |

| 6 giugno 2004 | Bienna Jets | 0 – 42 | Landquart Broncos |  |

| 6 giugno 2004 | Bern Grizzlies | 0 – 42 | Zürich Renegades |  |

#### 7ª giornata
| 13 giugno 2004 | Landquart Broncos | 14 – 28 | Zürich Renegades |  |

#### 8ª giornata
| 19 giugno 2004 | Winterthur Warriors | 15 – 30 | Gladiators Beider Basel |  |

| 20 giugno 2004 | Zürich Renegades | 48 – 0 | Thun Tigers |  |

| 20 giugno 2004 | Sankt Gallen Vipers | 26 – 6 | Bern Grizzlies |  |

| 20 giugno 2004 | Geneva Seahawks | 50 – 0 (Forfait) | Bienna Jets |  |

| 20 giugno 2004 | Landquart Broncos | 50 – 0 (Forfait) | Lausanne Sharks |  |

#### 9ª giornata
| 27 giugno 2004 | Zürich Renegades | 38 – 0 | Geneva Seahawks |  |

#### 10ª giornata
| 4 luglio 2004 | Bern Grizzlies | 45 – 6 | Thun Tigers |  |

| 4 luglio 2004 | Geneva Seahawks | 0 – 40 | Gladiators Beider Basel |  |

| 4 luglio 2004 | Bienna Jets | 50 – 0 (Forfait) | Lausanne Sharks |  |

#### 11ª giornata
| 11 luglio 2004 | Zürich Renegades | 50 – 0 (Forfait) | Bienna Jets |  |

#### 12ª giornata
| 15 agosto 2004 | Bienna Jets | 0 – 50 (Forfait) | Bern Grizzlies |  |

| 15 agosto 2004 | Sankt Gallen Vipers | 14 – 38 | Winterthur Warriors |  |

#### 13ª giornata
| 22 agosto 2004 | Lausanne Sharks | 8 – 24 | Winterthur Warriors |  |

| 22 agosto 2004 | Geneva Seahawks | 0 – 50 (Forfait) | Bern Grizzlies |  |

| 22 agosto 2004 | Sankt Gallen Vipers | 0 – 35 | Zürich Renegades |  |

| 22 agosto 2004 | Gladiators Beider Basel | 22 – 21 | Landquart Broncos |  |

| 22 agosto 2004 | Thun Tigers | 50 – 0 (Forfait) | Bienna Jets |  |

#### 14ª giornata
| 28 agosto 2004 | Winterthur Warriors | 18 – 6 | Thun Tigers |  |

| 29 agosto 2004 | Zürich Renegades | 48 – 0 | Gladiators Beider Basel |  |

| 29 agosto 2004 | Landquart Broncos | 38 – 3 | Sankt Gallen Vipers |  |

| 29 agosto 2004 | Geneva Seahawks | 13 – 18 | Lausanne Sharks |  |

### Classifica
La classifica della regular season è la seguente:
- PCT = percentuale di vittorie, G = partite giocate, V = partite vinte, P = partite perse, PF = punti fatti, PS = punti subiti
- La qualificazione ai playoff è indicata in verde

| Pos. | Squadra                 | PCT   | G | V | P | PF  | PS  |
| ---- | ----------------------- | ----- | - | - | - | --- | --- |
| 1    | Zürich Renegades        | 1.000 | 9 | 9 | 0 | 376 | 14  |
| 2    | Gladiators Beider Basel | .778  | 9 | 7 | 2 | 268 | 191 |
| 3    | Winterthur Warriors     | .778  | 9 | 7 | 2 | 231 | 151 |
| 4    | Landquart Broncos       | .667  | 9 | 6 | 3 | 273 | 87  |
| 5    | Sankt Gallen Vipers     | .556  | 9 | 5 | 4 | 233 | 220 |
| 6    | Bern Grizzlies          | .556  | 9 | 5 | 4 | 257 | 112 |
| 7    | Thun Tigers             | .333  | 9 | 3 | 6 | 201 | 197 |
| 8    | Geneva Seahawks         | .111  | 8 | 1 | 8 | 70  | 317 |
| 9    | Bienna Jets             | .111  | 9 | 1 | 8 | 124 | 383 |
| 10   | Lausanne Sharks         | .111  | 9 | 1 | 8 | 26  | 387 |

## Playoff

### Tabellone
|  | Semifinali | Semifinali              | Semifinali |                     |    | Finale           | Finale | Finale |  |
|  |            |                         |            |                     |    |                  |        |        |  |
|  | 1          | Zürich Renegades        | 16         |                     |    |                  |        |        |  |
|  | 1          | Zürich Renegades        | 16         |                     |    |                  |        |        |  |
|  | 4          | Landquart Broncos       | 3          |                     |    |                  |        |        |  |
|  | 4          | Landquart Broncos       | 3          |                     | 1  | Zürich Renegades | 54     |        |  |
|  |            |                         |            |                     | 1  | Zürich Renegades | 54     |        |  |
|  |            |                         | 3          | Winterthur Warriors | 13 |                  |        |        |  |
|  | 3          | Winterthur Warriors     | 3          | Winterthur Warriors | 13 | 50               |        |        |  |
|  | 3          | Winterthur Warriors     |            |                     |    |                  |        |        |  |
|  | 2          | Gladiators Beider Basel | 0          |                     |    |                  |        |        |  |

### Semifinali
| 12 settembre 2004 | Gladiators Beider Basel | 0 – 50 (Forfait) | Winterthur Warriors |  |

| 12 settembre 2004 | Zürich Renegades | 16 – 3 | Landquart Broncos |  |

### XIX Swiss Bowl
| Grenchen 26 settembre 2004 | Zürich Renegades | 54 – 13 | Winterthur Warriors | Stadion Brühl |

## Verdetti
- Zürich Renegades Campioni di Svizzera 2004